# ارتفاع (زاوية)
في علم الفلك، الارتفاع هو الزاوية التي يصنعها الاتجاه المقصود بالنسبة إلى الأفق؛ إنه متمم للمسافة السمتية. الارتفاع والسمت يشكلان معًا نظام الإحداثيات الأفقية .

نظام الإحداثيات الأفقية

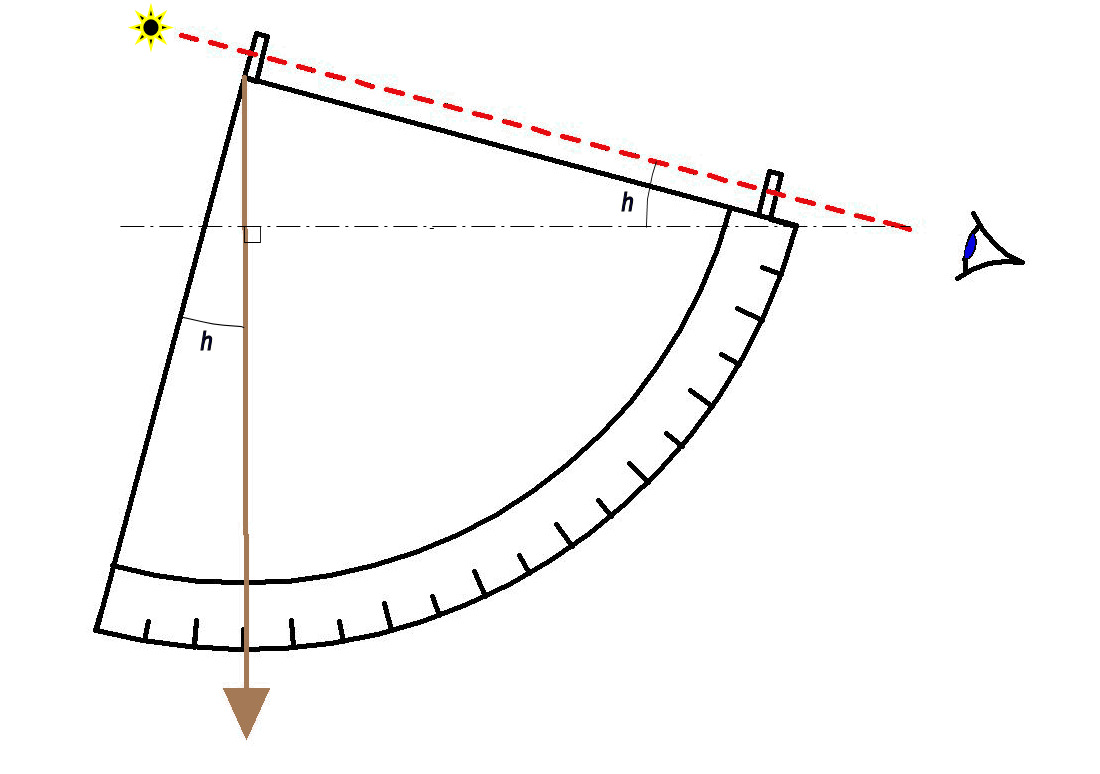
رسم توضيدي لمبدأ قياس الارتفاع h.